# Manuel Rivera (Künstler)
Manuel Rivera Hernández (* 23. April 1927 in Granada; † 2. Januar 1995 in Madrid) war ein spanischer Maler. 

## Leben und Werk
Ab 1941 studierte Rivera an der Escuela de Artes y Oficios de Granada, der Kunsthandwerksschule, und an der Escuela de Bellas Artes de Sevilla, der Akademie der Schönen Künste von Sevilla, an der er später eine Professur übernahm. 
Ab 1951 wohnte er in Madrid  und begann sich für Abstrakte Kunst zu interessieren. 1953 nahm er am Congreso de Arte Abstracto de Santander (Kongress der abstrakten Kunst) teil, 1955 reiste er nach Paris, wo er das Informel kennenlernte. 
1957, zurück nach Spanien, war er Mitbegründer der Künstlergruppe El Paso zusammen mit Antonio Saura, Luis Feito, Manolo Millares. Wenige Monate später verließ er die Gruppe und begann in seinem sehr persönlichen Stil Einzelarbeiten. Seine bevorzugten Materialien waren Maschendraht, Draht und Eisen, die er in hölzerne Rahmen spannte, welche ab 1958 dicker werden. Damit vertiefte er sein  Studium des Raums und der Licht-Schatten-Wirkungen. Dies ist der Grund, warum seine Arbeit mit Op-Art und Kinetischer Kunst in Verbindung gebracht wird. Am Anfang seiner Laufbahn ist für ihn die Chromatik, die auf den noncolors basiert charakteristisch, ab 1961 geht er allerdings zu einer bunteren Farbgebung über. Die Serien Las Metamorfosis (Metamorphose) von 1958 bis 1963 und Los Espejos (Die Spiegel) ab 1974 sind sehr wichtig für ihre konstruktivistische Tendenz.
Ab 1947 nahm er an nationalen und internationalen Ausstellungen teil, darunter der Primera Bienal Hispanoamericana de Arte (Madrid, 1951), die II Biennale von Alexandria, die II Biennale von São Paulo (1958), XXX Biennale von  Venedig (1959). Seit 1970 präsentierte die Mannheimer Galerie Lauter in Kooperation mit Juana Mordo, Madrid seine Objektbilder mehrfach und machte ihn in Deutschland bekannt.
1981 wurde ihm eine Goldmedaille für seine Verdienste um die Schönen Künste überreicht. 1984 trat er in die Real Academia de Bellas Artes de San Fernando ein.